# Generator magnetohydrodynamiczny

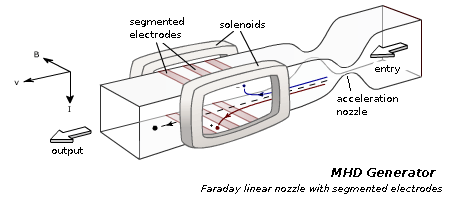
Schemat generatora MHD

Generator magnetohydrodynamiczny (również generator MHD, generator magnetogazodynamiczny) – urządzenie do przetwarzania zjonizowanego gazu w energię elektryczną.
W urządzeniu zamiana energii cieplnej w energię mechaniczną przebiega bez wprawiania w ruch elementów urządzenia. Zamiana energii następuje poprzez zamianę energii cieplnej na energię kinetyczną plazmy, a ta na energię elektryczną. W celu łatwiejszej jonizacji gazu stosuje się tzw. posiew, czyli wprowadzenie do gazu metali alkalicznych o niskich potencjałach jonizacji, jak cez, rubid, potas, sód, w ilości 0,1–1%.
Jego działanie oparte jest na zjawisku powstania prądu elektrycznego w przewodniku (tu płynnym lub gazowym) poruszającym się w polu magnetycznym. W generatorze gazowym przewodnikiem jest plazma, czyli silnie rozgrzany gaz przewodzący prąd elektryczny.
Idea znana była już w XIX wieku, Faraday prowadził doświadczenia z zanurzanymi na przeciwległych brzegach Tamizy płytami metalowymi i usiłował uzyskać pomiędzy nimi napięcie elektryczne (mające się pojawić wskutek przepływu wody w ziemskim polu magnetycznym).